# Christopher Lloyd (Historiker)
Christopher Lloyd (* 2. September 1906 in Indien; † 31. März 1986) war ein britischer Marinehistoriker. Er war Professor am Royal Naval College in Greenwich.
Lloyd besuchte das Marlborough College und studierte an der Universität Oxford (Lincoln College). Danach war er bis 1934 an der Bishop’s University in Sherbrooke und danach am Britannia Royal Naval College in Dartmouth und ab 1945 an dem in Greenwich. Zuerst war er Lecturer und ab 1962 Professor. 1966 wurde er emeritiert.
Er ist unter anderem bekannt für ein Buch über die Royal Navy und den Sklavenhandel von 1949, schrieb über Sozialgeschichte und Medizingeschichte der Royal Navy, unter anderem The British Seaman (1968).
1970 bis 1979 war er Herausgeber der Zeitschrift The Marine´s Mirror der Society for Nautical Research. 1952 bis 1962 war er Sekretär der Navy Records Society.

## Schriften
Marinegeschichte:
- Captain Marryat and the old navy. London; New York: Longmans, Green and Co, 1939.
- Pacific horizons: the exploration of the Pacific before Captain Cook. London: G. Allen and Unwin Ltd., 1946
- Lord Cochrane: seaman - radical - liberator. London: Longmans, Green, 1947.
- The Navy and the slave trade: the suppression of the African slave trade in the nineteenth century. London; New York: Longmans, Green, London, Cass, 1968 (zuerst 1949)
- Captain Cook. London: Faber and Faber, 1952
- The nation and the navy; a history of naval life and policy.  London: Cresset Press, 1954.
- Sir Francis Drake.  London: Faber and Faber, 1957, 1979
- The capture of Quebec.  London: Batsford, 1959
- mit P. K. Kemp: The brethren of the coast: the British and French buccaneers in the South Seas, London: Heinemann, 1960
- mit J. Douglas-Henry: Ships & seamen, from the Vikings to the present day: a history in text and pictures, London: Weidenfeld & Nicolson, 1961.
- St. Vincent & Camperdown.  London: B.T. Batsford, 1963
- mit J. L. S. Coulter Medicine and the Navy, 1200-1900, Band 3, 4, Edinburgh; London : E. & S. Livingstone, 1961, 1963 (die ersten beiden Bände ab 1957 sind vom Chirurgen in der Royal Navy (Surgeon Commander) John Keevil)
- William Dampier. London: Faber, 1966.
- Pepys and his seamen: Samuel Pepys commemoration 31 May, 1967: in the Parish Church of St. Olave, Hart Street, City of London. 1967.
- The British seaman 1200-1860: a social survey. London: Collins, 1968
- mit Bryan Ranft: Greenwich: palace, hospital, college, London: Royal Naval College, 1969.
- Mr. Barrow of the Admiralty: a life of Sir John Barrow, 1764-1848.  London: Collins, 1970.
- Sea fights under sail. London: Collins, 1970.
- Nelson and sea power.  London: English Universities Press, 1973.
- The Nile Campaign: Nelson and Napoleon in Egypt. Newton Abbot: David and Charles; New York: Barnes and Noble, 1973.
- The search for the Niger. London: Collins, 1973.
- Atlas of maritime history. London: Hamlyn for Country Life, 1975.
- English corsairs on the Barbary coast. London: Collins, 1981.
- Beiträge zu The New Cambridge Modern History, Band 8, 9

Als Herausgeber:
- Herausgeber: The Englishman and the sea, an anthology,  London: Allen & Unwin, 1946
- Herausgeber The voyages of Captain James Cook round the world; selected from his journals and edited by Christopher Lloyd. London: Cresset Press, 1949.
- Herausgeber mit R. C. Anderson: A memoir of James Trevenen, London: Navy Records Society, 1959.
- Herausgeber mit W. G. Perrin: The Keith papers: selected from the papers of Admiral Viscount Keith, London, Navy Records Society, 1927–1955. (von Lloyd herausgegeben 1955 Band 2, 1796–1802, und Band 3, 1803–1815, der Bibliothekar der britischen Admiralität W. G. Perrin begann das Projekt 1926)
- Herausgeber von Charles Johnson Lives of the most notorious pirates, London: The Folio Society, 1962.
- Herausgeber: The health of seamen: selections from the works of Dr. James Lind, Sir Gilbert Blane and Dr. Thomas Trotter, London: Navy Records Society, 1965.

Sonst:
- Fanny Burney. London: Longmans, Green, 1936.
- Herausgeber: The diary of Fanny Burney, London: R. Ingram, 1948
- Herausgeber: The Greville memoirs,  London: R. Ingram, 1948 (Tagebuch des Cricketspielers Charles Cavendish Fulke Greville (1794–1865))